# Повстання в Ямасіро
Повстання в Ямасіро (яп. 山城国一揆, やましろのくにいっき, ямсасіро но куні-іккі) — повстання селян і самураїв у Японії, що спалахнуло у 1486 році на півдні столичної провінції Ямасіро. В  результаті повстання була створена самоврядна «общинна держава», яка проіснувала 8 років.

## Короткі відомості
У зв'язку зі смутою Онін (1467 — 1476) система центральної влади в Японії була паралізована і країну охопили міжусобиці. На території провінції Каваті та півдні провінції Ямасіро декілька років поспіль тривала війна між володарями Хатакеямою Масанаґою і Хатакеямою Йосінарі. У листопаді 1485 року війська обох володарів зустрілися на півдні Ямасіро. Впродовж двох місяців вони не починали битви, а стояли один навпроти одного. Це стояння лягало тягарем на плечі місцевих селян і самураїв, які були змушені безперервно поставляти ворогуючим сторонам провізію і робітників. Водночас їхні поля, городи і домівки місцевого населення піддавалися нищенню зі сторони байдикуючих солдатів обох володарів. 17 січня 1486 року самураї і заможні селяни південного Ямасіро, віком від 60 до 15 років, уклали оборонний союз і від його імені поставили вимогу перед Хатакеямою Масанаґою і Хатакеямою Йосінарі негайно вивести війська з провінції. Серед інших вимог було недопущення урядових намісників і ченців на територію південного Ямасіро, а також заборона на побудову нових митниць на дорогах. Обидва володарі прийняли вимоги і відступили.
У березні 1486 року 36 головів повстанців знову провели раду в монастирі Бьодоїн, місті Удзі, на якій вони встановили свої закони та місцеві інститути влади. Було засновано самоврядну політію, яка називалася в ті часи «общинною державою» і не підпорядковувалася центральній владі в Кіото. Однак між повстанцями-самураями не було одностайності: частина керівників була васалами роду Хатакеяма, а частина роду Хосокава. Обидві партії прагнули перепорядкувати «державу» роду свого сюзерена. У 1493 році, через постійні чвари, повстанці були змушені прийняти владу нейтрального роду Ісе, голови якого займали посаду військового губернатора провінції Ямасіро. Противники такого рішення заперлися у замку Інабаядзума, де були винищені урядовими військами.